# Anton Sikharulidze
Anton Tarielyevich Sikharulidze (em russo:  Антон Тариэльевич Сихарулидзе; Leningrado, RSFS da Rússia, 25 de outubro de 1976) é um ex-patinador artístico russo. Ele e sua parceira Elena Berezhnaya conquistaram a medalha de ouro nos Jogos Olímpicos de Inverno de 2002, sendo parte integrante de um escândalo envolvendo a arbitragem.

## Principais resultados

### Com Elena Berezhnaya
| Resultados | Resultados        | Resultados       | Resultados       | Resultados        | Resultados       | Resultados       | Resultados    | Resultados    | Resultados    | Resultados    | Resultados    | Resultados    |
| Internacional                                                                                                 | Internacional     | Internacional    | Internacional    | Internacional     | Internacional    | Internacional    | Internacional | Internacional | Internacional | Internacional | Internacional | Internacional |
| Evento/Temporada                                                                                              | 1996– 1997        | 1997– 1998       | 1998– 1999       | 1999– 2000        | 2000– 2001       | 2001– 2002       |               |               |               |               |               |               |
| --- | ----------------- | ---------------- | ---------------- | ----------------- | ---------------- | ---------------- | ------------- | ------------- | ------------- | ------------- | ------------- | ------------- |
| Jogos Olímpicos                                                                                               |                   | Medalha de prata |                  |                   |                  | Medalha de ouro  |               |               |               |               |               |               |
| Campeonato Mundial                                                                                            | 9.º               | Medalha de ouro  | Medalha de ouro  |                   | Medalha de ouro  |                  |               |               |               |               |               |               |
| Campeonato Europeu                                                                                            | Medalha de bronze | Medalha de ouro  | WD               | DSQ               | Medalha de ouro  |                  |               |               |               |               |               |               |
| GP Grand Prix Final                                                                                           |                   | Medalha de ouro  | Medalha de prata | Medalha de bronze | Medalha de prata | Medalha de prata |               |               |               |               |               |               |
| GP Cup of Russia                                                                                              | 5.º               |                  | Medalha de ouro  |                   | Medalha de ouro  | Medalha de ouro  |               |               |               |               |               |               |
| GP Nations Cup                                                                                                |                   | Medalha de prata |                  |                   |                  |                  |               |               |               |               |               |               |
| GP NHK Trophy                                                                                                 |                   |                  | Medalha de ouro  |                   |                  |                  |               |               |               |               |               |               |
| GP Skate America                                                                                              |                   |                  | Medalha de ouro  | Medalha de bronze |                  |                  |               |               |               |               |               |               |
| GP Skate Canada International                                                                                 |                   |                  |                  | Medalha de ouro   | Medalha de prata |                  |               |               |               |               |               |               |
| GP Trophée Lalique                                                                                            | Medalha de bronze | Medalha de ouro  |                  |                   | Medalha de ouro  | Medalha de ouro  |               |               |               |               |               |               |
| Jogos da Boa Vontade                                                                                          |                   |                  | Medalha de ouro  |                   |                  | Medalha de ouro  |               |               |               |               |               |               |
| Nacional |                   |                  |                  |                   |                  |                  |               |               |               |               |               |               |
| Campeonato Russo                                                                                              | Medalha de prata  | Medalha de prata | Medalha de ouro  | Medalha de ouro   | Medalha de ouro  | Medalha de ouro  |               |               |               |               |               |               |
| |                   |                  |                  |                   |                  |                  |               |               |               |               |               |               |
| Legenda: GP = Grand Prix; WD = Abandonou; DSQ = Desclassificado; Competição não foi disputada nesta temporada |                   |                  |                  |                   |                  |                  |               |               |               |               |               |               |

### Com Maria Petrova
| Resultados | Resultados       | Resultados      | Resultados       | Resultados       | Resultados    | Resultados    | Resultados    | Resultados    | Resultados    | Resultados    | Resultados    | Resultados    |
| Internacional | Internacional    | Internacional   | Internacional    | Internacional    | Internacional | Internacional | Internacional | Internacional | Internacional | Internacional | Internacional | Internacional |
| Evento/Temporada | 1992– 1993       | 1993– 1994      | 1994– 1995       | 1995– 1996       |               |               |               |               |               |               |               |               |
| --- | ---------------- | --------------- | ---------------- | ---------------- | ------------- | ------------- | ------------- | ------------- | ------------- | ------------- | ------------- | ------------- |
| Campeonato Mundial |                  | 8.º             | 6.º              |                  |               |               |               |               |               |               |               |               |
| Campeonato Europeu |                  |                 | 6.º              | 5.º              |               |               |               |               |               |               |               |               |
| GP Skate Canada International |                  |                 |                  | Medalha de prata |               |               |               |               |               |               |               |               |
| GP Trophée de France |                  |                 |                  | 5.º              |               |               |               |               |               |               |               |               |
| NHK Trophy |                  |                 | 7.º              |                  |               |               |               |               |               |               |               |               |
| Jogos da Boa Vontade |                  |                 | 7.º              |                  |               |               |               |               |               |               |               |               |
| Internacional – Júnior |                  |                 |                  |                  |               |               |               |               |               |               |               |               |
| Campeonato Mundial Júnior | Medalha de prata | Medalha de ouro | Medalha de ouro  |                  |               |               |               |               |               |               |               |               |
| Nacional |                  |                 |                  |                  |               |               |               |               |               |               |               |               |
| Campeonato Russo |                  | 6.º             | Medalha de prata | 4.º              |               |               |               |               |               |               |               |               |
| |                  |                 |                  |                  |               |               |               |               |               |               |               |               |
| Legenda: GP = Grand Prix; WD = Abandonou; Competição não foi disputada nesta temporada; Competição não fez parte do GP/CS; Competição fez parte do GP/CS |                  |                 |                  |                  |               |               |               |               |               |               |               |               |